# Temperatura normalna
Temperatura normalna – temperatura 0 stopni Celsjusza, jeden z parametrów warunków normalnych.
0 °C = 273,15 K = 32 °F = 491,67 °R